# Tändsticksgubben och Gummitjejen
Tändsticksgubben och Gummitjejen är en svensk humoristisk äventyrsserie med politiska inslag, skapad av Horst Schröder och Mikael Grahn. Två och ett halvt album producerades under åren 1982–1985, för album eller tidning, innan serien lades ner.

## Utgivningshistorik
Två album i denna formglada serie kom ut på Medusa förlag – Grön natt (1982) och Pearl – flickan som kom in från värmen (1984). Ett tredje äventyr – Stormkantring – började 1985 publiceras som följetong i tidningen Epix. Serien avslutades dock aldrig, efter att de båda serieskaparna blivit osams.

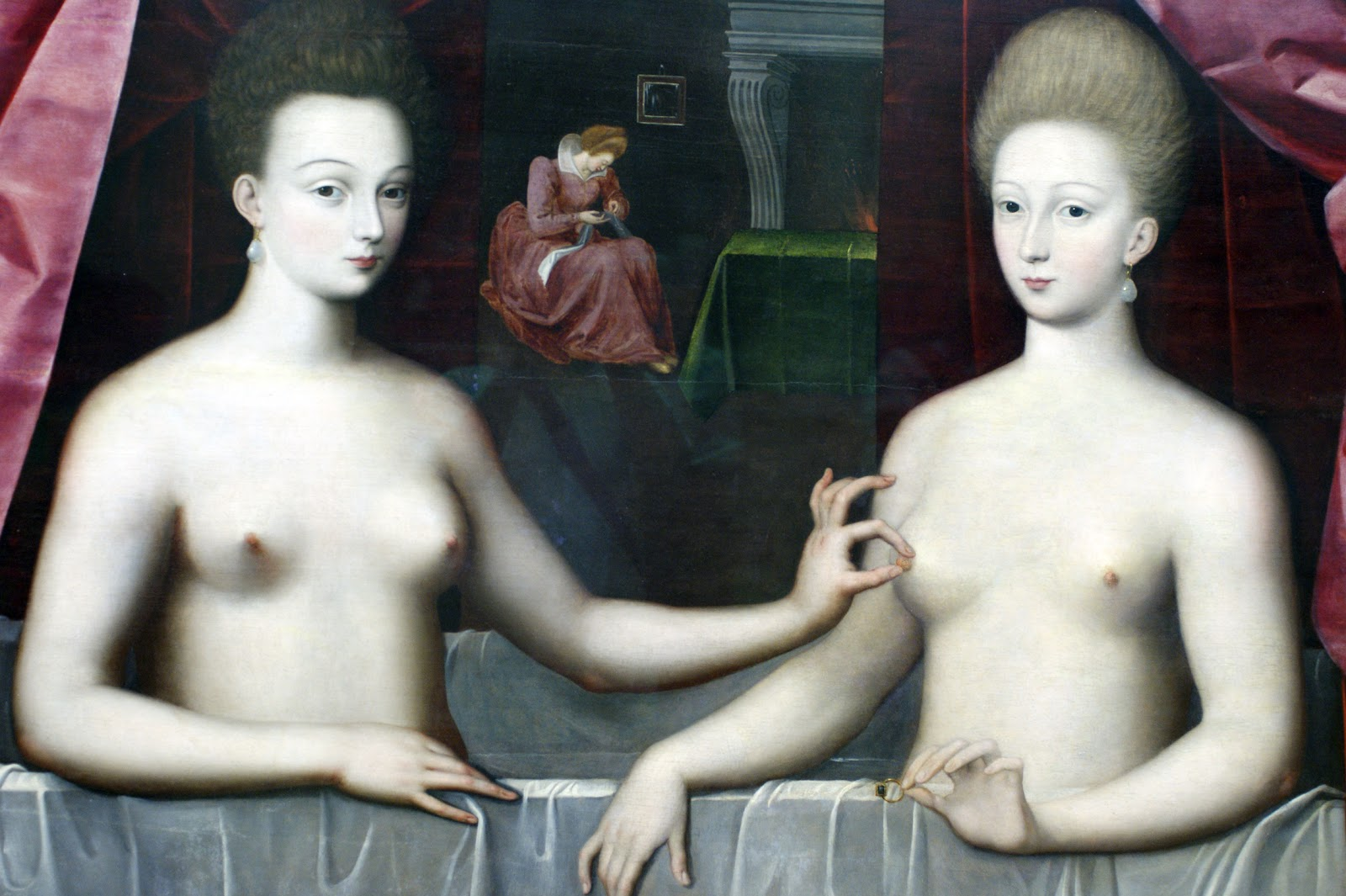
Gabrielle d'Estrées och en av hennes systrar, föremål för pastisch på sid 56 av Pearl.

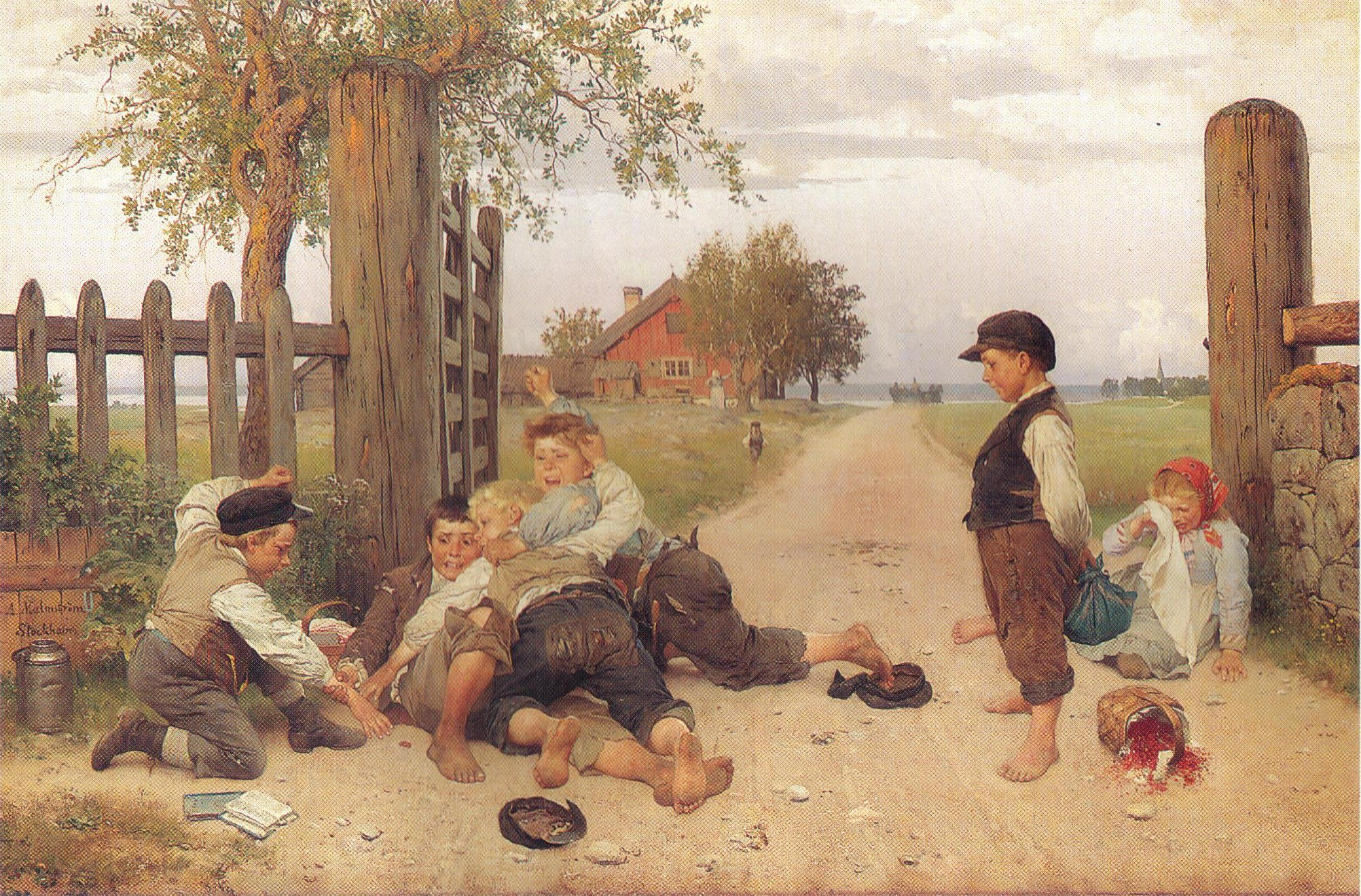
Grindslanten, som gjordes i en något annorlunda version på det bakre omslaget av Pearl.

## Innehåll och stil
Serien präglades av sin blandning av olika genrer. Den var dels en humoristisk äventyrsserie men hade både politiska inslag och en stor mängd seriefigurer från andra serier i olika biroller. De framträdde både som outsagda referenser (cameo), och som tydligare pastischer. Också berömda konstverk från andra genrer fick figurera, som den franska senrenässansmålningen Gabrielle d'Estrées och en av hennes systrar (1594) och August Malmströms Grindslanten (1885).
Serien experimenterade friskt med seriemediets gränser. I Grön natt arbetades med en allt friare sidlayout, i stil med superhjälteserier. I både det andra och det tredje, oavslutade, albumet lektes det än friskare. Vissa partier tecknades som en pastisch utifrån en helt annan teckningsstil, exempel Lisa och Sluggo. Många sidor bröts upp i många smårutor eller berättades med delvis parallella handlingar.
En liknande serie är Tant utan tand. Den tecknades 1984 av Lars Andreasson efter manus av Horst Schröder och är en deckarserie men där varje kapitel utformats som en pastisch på en klassisk tecknad serie.

## Album
- Grön natt, Medusa, Förlag Horst Schröder AB 1984. 58+ sidor, ISBN 91-86300-00-8 .
- Pearl – flickan som kom in från värmen, Medusa Förlag Horst Schröder AB 1984. 62+ sidor, ISBN 91-86300-11-3.
- Stormkantring, Epix 6–10/85. 11+11+5+8+3½ sidor, ISSN 0281-8698.